# واوچلس لاس دمرت
واوچلس لاس دمرت (به فرانسوی: Vauchelles-lès-Domart) یک کمون در فرانسه است که در Canton of Domart-en-Ponthieu واقع شده‌است.

## خصوصیات
واوچلس لاس دمرت ۳٫۹۲ کیلومترمربع مساحت و ۱۲۶ نفر جمعیت دارد و ۷۰ متر بالاتر از سطح دریا واقع شده‌است.